# Kazakhstania

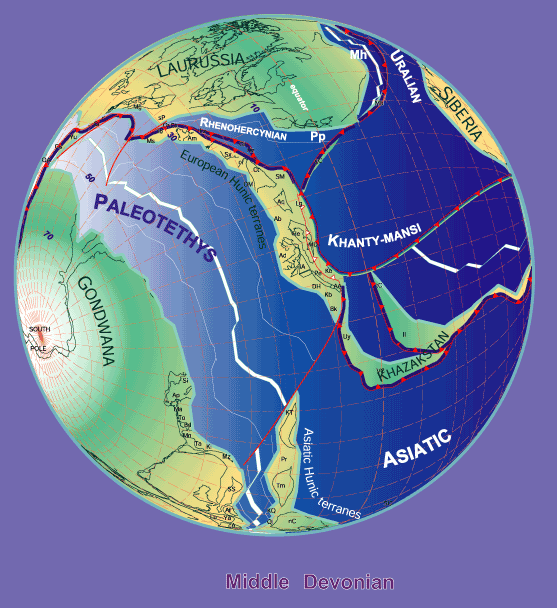
L'arc insulaire de Kazakhstania, il y a 380 millions d'années.

Le Kazakhstania est un paléocontinent couvrant l'actuel Kazakhstan et une frange de Russie entre l'Oural et la Sibérie.
Au Cambrien, les territoires formant le Kazakhstania étaient un arc insulaire s'étirant d'est en ouest un peu au sud de l'équateur. Au Dinantien, il entre en collision avec le craton Sibéria, puis au Silésien est pris en tenaille entre celui-ci et Laurussia, pour former l'Oural, qui achève la formation de Pangée.